# The Film-Makers' Cooperative
The Film-Makers' Cooperative è una organizzazione non a scopo di lucro fondata nel 1962 su iniziativa di un gruppo di artisti di New York, al fine di distribuire film d'avanguardia e sperimentali. Fra i suoi fondatori vi erano Jonas Mekas, Shirley Clarke, Stan Brakhage, Gregory Markopoulos, Lloyd Michael Williams ed altri.

## La nascita della cooperativa
Il 28 settembre 1960, un gruppo di 23 film maker indipendenti si incontrano dando vita in modo informale al New American Cinema Group. Fin dai primi anni '60, il gruppo di cineasti organizza le proiezioni di mezzanotte con un programma di cinema sperimentale al Bleecker Street Cinema. Dalla necessita di organizzare ed ampliare un tessuto distributivo parallelo al circuito ufficiale, e traendo ispirazione da modelli già esistenti come l'associazione Cinema 16, fondata a New York nel 1949, i registi del NACG fondano nel 1962 la Film-Makers' Cooperative.

## Attività della cooperativa
La Film-Makers' Cooperative rappresenta ad oggi la più ampia collezione di film sperimentali e d'avanguardia al mondo, con oltre 5000 titoli e più di 825 film maker. La collezione include lavori creati in 35mm, 16mm, 8mm, video. Ancora oggi la cooperativa svolge la sua attività di distributore, affittando i propri titoli a cinematografi, festival cinematografici, scuole, università, musei ed istituzioni d'arte negli stati uniti e nel mondo.
Basato sulla credenza comune ai suoi membri fondatori, secondo la quale "official cinema is running out of breath" e che quel cinema ufficiale sia diventato "moralmente corrotto, esteticamente obsoleto, tematicamente superficiale e dal temperamento noioso" come veniva affermato nel manifesto del 1962, la Film-Makers' Cooperative di New York fu l'istituzione chiave del cinema sperimentale ed underground americano negli anni '60 e '70, continuando ad operare fin da allora come base non esclusiva per favorire l'esistenza di un'alternativa non commerciale alla cultura filmica.
La Film-Makers' Cooperative è ancora oggi aperta a tutti coloro che ne vogliono diventare membri.
La New York Film-Makers' Cooperative ha ispirato iniziative similari sia negli Stati Uniti d'America che in altre parti del mondo, come la London Film-Makers' Co-op in Inghilterra, la New Brunswick Film-Makers' Cooperative in Canada, la ABCinema in Danimarca e la Cooperativa Cinema Indipendente in Italia.

## Direttori e membri del direttivo

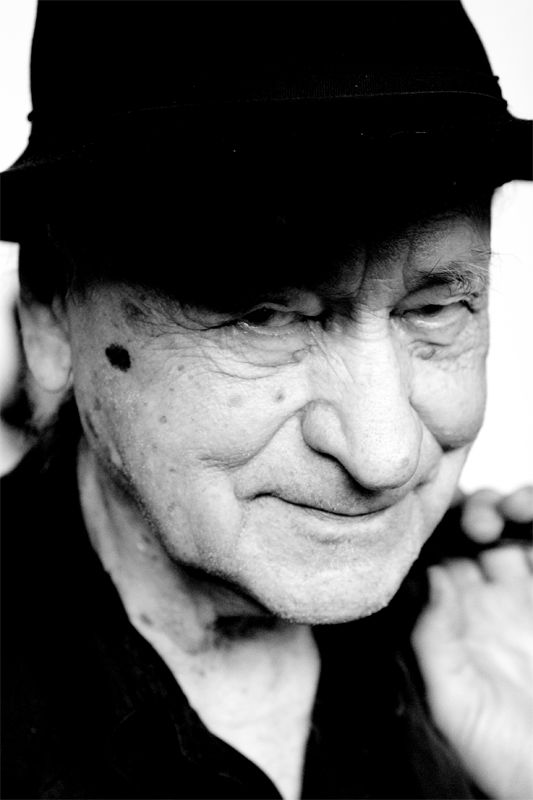
Il filmaker lituano Jonas Mekas, uno di fondatori della New York Film-Makers' Cooperative

Fondatore: Jonas Mekas

Direttore esecutivo: M.M. Serra

Membri del direttivo:
- Anne Hanavan - President
- Bradley Eros - Vice President
- Lynne Sachs - Treasurer
- Donna Cameron
- Amy Lowles
- Peter Cramer
- George Smith
- Jasmine Hirsh
- Scott Nyerges
- Joel Schlemowitz
- Jack Waters
- Colen Fitzgibbon
- Katherine Bauer
- Katie Torn

Advisory Board:
- Charles S. Cohen
- Jonas Mekas
- Jeffrey Deitch
- Ken & Flo Jacobs
- Bill Morrison
- Rohesia Hamilton Metcalfe
- Jim Hubbard